# Amy Howson
Le Amy Howson est une ancienne barge à voile britannique de 1914, de type sloop de Humber, ayant servi comme caboteur fluvial jusqu'en 1973.

Il est désormais basé à South Ferriby dans l'estuaire du Humber opérant pour la Humber Keel and Sloop Preservation Society possédant aussi le Comrade.

Ce bâtiment est inscrit au registre du National Historic Ships  depuis 1993 et il est aussi l'un des nombreux bateaux de la National Historic Fleet.

## Histoire
Ce Humber sloop a été construit en 1914 parle chantier Joseph Scarr & Sons de Beverley. C'est une barge à coque acier dont la largeur permettait le franchissement des écluses des rivières de la région. Il a été lancé sous le nom se Sophia pour George Robert 'Cuckoo' Scaife pour le transport du charbon du West Riding of Yorkshire à Kingston-upon-Hull et à Beverley et de fret divers sur le voyage de retour.

L'année suivante il a été vendu à Ernest Wright qui l'a regréé en sloop au chantier naval Clapsons à Barton-upon-Humber pour le transport de matériaux de construction.
En 1920, il a été vendu à Goldthorpe, rebaptisé I Know et utilisé pour transporter des marchandises et des colis entre Grimsby et Hull puis repris par la banque Barclays. En 1922 la banque l'a revendu à William Barraclough de Kingston-upon-Hull qui l'a renommé Amy Howson et qui possédait Phyllis.

En 1935, il a heurté le pont pivotant proche de South Ferriby et resta bloqué sur la rivière Ancholme jusqu'à la reconstruction du pont.

En 1939, il a été équipé d'un moteur diesel 3 cylindres Ailsa Craig et son gréement a été retiré. Ce moteur a été remplacé par un diesel Lister de 30 cv en 1953. Amy Howson a continué le transport pour la compagnie Barraclough jusqu'à sa mise en retraite en 1973 à Kingston-upon-Hull.
En 1976, le navire a été racheté par la Humber Keel and Sloop Preservation Society pour sa préservation. Le moteur a été déplacé vers l'avant de la cale et un aménagement intérieur a été effectué. Son mât a été reposé et les nouvelles voiles ont été faites par Jeckells & Son de Wroxham.

En juin 1981 Amy Howson a été relancé. Basé à South Ferriby, il peut transporter 12 passagers et faire des croisières régulières sur la Humber et participer à des rassemblements et des festivals sur les canaux et les rivières.